# PALAIOS
PALAIOS är en vetenskaplig tidskrift som publicerar artiklar som berör den påverkan liv har haft på jordens historia, återspeglat genom sedimentologi och paleontologi. PALAIOS gavs ut första gången 1986 och det ges ut av Society for Sedimentary Geology, SEPM.